# Laguna Salada
Laguna Salada è un comune della Repubblica Dominicana di 21.630 abitanti, situato nella Provincia di Valverde. Comprende, oltre al capoluogo, tre distretti municipali: Cruce de Guayacanes, Jaibón de Laguna Salada e La Caya.